# Geeqie
Geeqie — компьютерная программа для просмотра изображений, форк программы GQview, созданный 27 марта 2008 года. Важной особенностью программы является функция быстрого просмотра фотографий в формате Raw, а также, совместная работа с такими приложениями как UFRaw (возможность пакетной обработки Raw), GIMP, ImageMagick, gPhoto.
Geeqie является свободным программным обеспечением, написанным на языке программирования C, и предназначенным для работы в Linux и других UNIX-подобных операционных системах.

## Публикации
- Владимир Родионов. Программное обеспечение цифровой фотографии. Часть 2. iXBT.com (20 ноября 2008). Дата обращения: 10 июня 2012. Архивировано из оригинала 1 апреля 2013 года.